# Tradiční analogový telefonní systém
Název tradiční nebo analogový telefonní systém se používá v češtině jako ekvivalent anglického výrazu Plain ordinary telephone service – POTS, který označuje telefonní službu určenou k přenosu hlasu, která dlouhou dobu představovala (a v některých zemích stále představuje) základní formu připojení soukromých (bytových) i firemních účastníků do telekomunikačních sítí. Dřívější označení Post Office Telephone Service/System se ve většině zemí po oddělení telefonních firem od státních poštovních organizací přestalo používat. V České republice, případně v bývalém Československu se POTS z velké části překrývá s pojmem Jednotná telefonní síť (JTS).
Označení tradiční odráží fakt, že tato základní telefonní služba je dostupná prakticky od zavedení veřejného telefonního systému koncem 19. století i v době pokročilejších forem telefonie jako je ISDN, mobilních telefonů a VoIP. Základní služba nedoznala z pohledu běžného uživatele velkých změn bez ohledu na to, že komunikační okruhy veřejných telefonních sítí se průběžně modernizují v souladu s pokrokem v digitálních komunikacích (zavedení tónové volby, elektronických ústředen, optických kabelů); nicméně kromě zlepšení kvality zvuku je většina změn pro běžného účastníka prakticky nepozorovatelná.

## Poskytované služby
Tradiční telefonní systém zahrnuje:
- obousměrnou (duplexní) hlasovou komunikaci s kmitočtovým pásmem omezeným na 300 až 3400 Hz: jinými slovy, signál, který může přenášet lidský hlas v přijatelné kvalitě v obou směrech současně;
- volací tóny, jako oznamovací, obsazovací a vyzváněcí tón;
- volbu čísla účastníkem;
- služby operátora, jako vyhledávání v telefonním seznamu, meziměstská volání, a vytváření konferenčních hovorů;
- standardizované analogové telefonní rozhraní

Mnoho doplňkových služeb začalo být dostupné pro telefonní účastníky v souvislosti digitalizací telefonních ústředen během 70. a 80. let dvacátého století:
- Hlasová schránka
- Identifikace volajícího
- Přidržení hovoru
- Zkrácená volba
- Konferenční hovory (tří účastníků)
- Tísňové volání
- Virtuální telefonní ústředna (Centrex)
- a další služby

Díky velkému rozšíření tradiční telefonní sítě byly nové formy komunikačních zařízení jako modemy a faxy navrhovány tak, aby byly schopny přenášet digitální informace přes tradiční telefonní síť.

## Signalizace na účastnickém vedení
Ve většině případů je funkce účastnického vedení (tak zvané místní smyčky) sloužící pro připojení telefonního přístroje k ústředně prakticky nezměněna a zůstává kompatibilní s telefony s pulzní volbou, přestože její používání sahá k začátku 20. století.
Účastnické vedení z místní ústředny nebo koncentrátoru je obvykle tvořeno jedním párem kroucené dvoulinky a na straně účastníka je zakončeno konektorem RJ11. Z ústředny je obvykle napájeno stejnosměrným napětím −48 až 60 V zálohovaným pomocí rozsáhlé sady baterií (zapojených sériově) a v některých případech i elektrickým generátorem, který zajišťuje funkčnost telefonních linek i během delších výpadků elektrické sítě. Účastnické vedení má typicky odpor okolo 300 ohmů, a nemůže ohrozit zdraví a život lidí (přestože zkratování vedení může způsobit nepříjemný pocit).

## Spolehlivost
Přes své omezené schopnosti, malou šířku pásma a žádnou podporu mobility poskytuje tradiční telefonní síť vyšší spolehlivost než ostatní telefonní systémy (mobilní telefony, VoIP, atd.). Mnoho telefonních společností usiluje o dosažení dostupnosti oznamovacího tónu ve více než 99.999% případech zvednutí telefonu. Je to v marketingu a inženýrských srovnáních často citovaný standard nazývaný pětidevítková dostupnost nebo spolehlivost. Znamená, že po zvednutí mikrotelefonu není linka dostupná (obsazeno, porucha, apod.) pro volání nejvýše 5 minut za rok.